# Serafín Avendaño
Serafín Joaquín Avendaño Martínez (Vigo, 2 de agosto de 1837-Valladolid, 23 de agosto de 1916) fue un pintor paisajista español, de transición entre el romanticismo y el impresionismo.

## Biografía

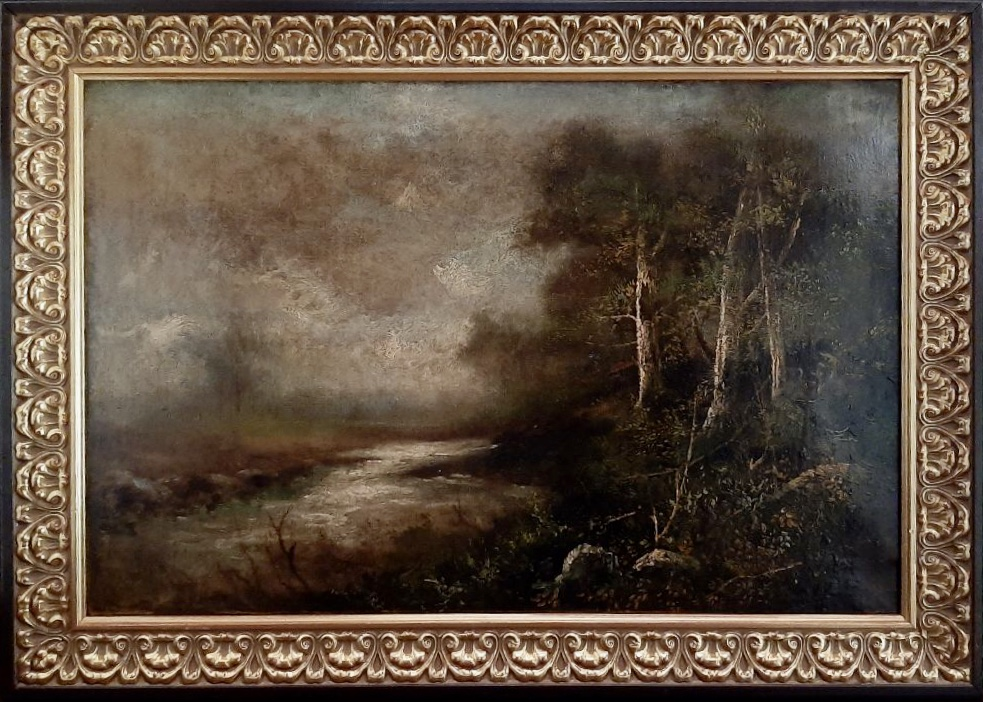
Paisaje con río. Óleo sobre lienzo. 51 x 77 cm. Colección particular.

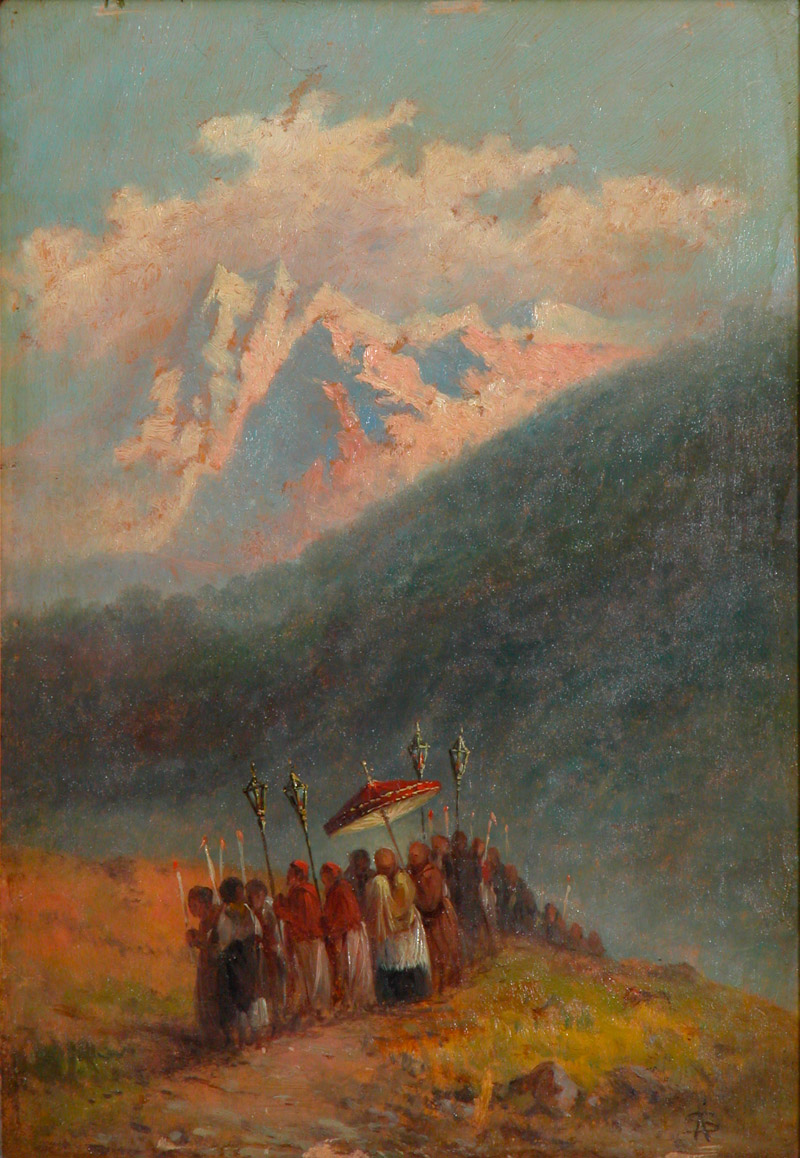
Procesión. Óleo sobre tabla. 29 x 20 cm. Colección de la Fundación María José Jove.

Nacido en 1837 o 1838, según la fuente, hijo del pedagogo Joaquín Avendaño, fue alumno de Carlos de Haes en la Real Academia de San Fernando, en Madrid, por la que fue pensionado en el extranjero, y posteriormente llegó a vivir en Génova, donde pintó abundante material del paisaje ligur y sus costumbres. Formado en el círculo de paisajistas de Haes en Madrid, vivió gran parte de su vida en Italia integrado en la escuela de Rivara, donde entablaría amistad con el compositor Giuseppe Verdi.
Pintor paisajista, en la Exposición de Galicia de 1858 presentó una acuarela que tituló A niña tristura, por la que alcanzó una medalla de plata. En las de Madrid, celebradas en los años 1862, 1864 y 1866 obtuvo varios premios por sus paisajes, entre ellos el titulado El otoño en Italia. A la edad de setenta y nueve años, aquejado de arteriosclerosis, falleció en Valladolid en 1916.
Era tío de Luis Romea y Avendaño, subdirector de Blanco y Negro.